# Pastorat der St.-Petri-Gemeinde Flensburg

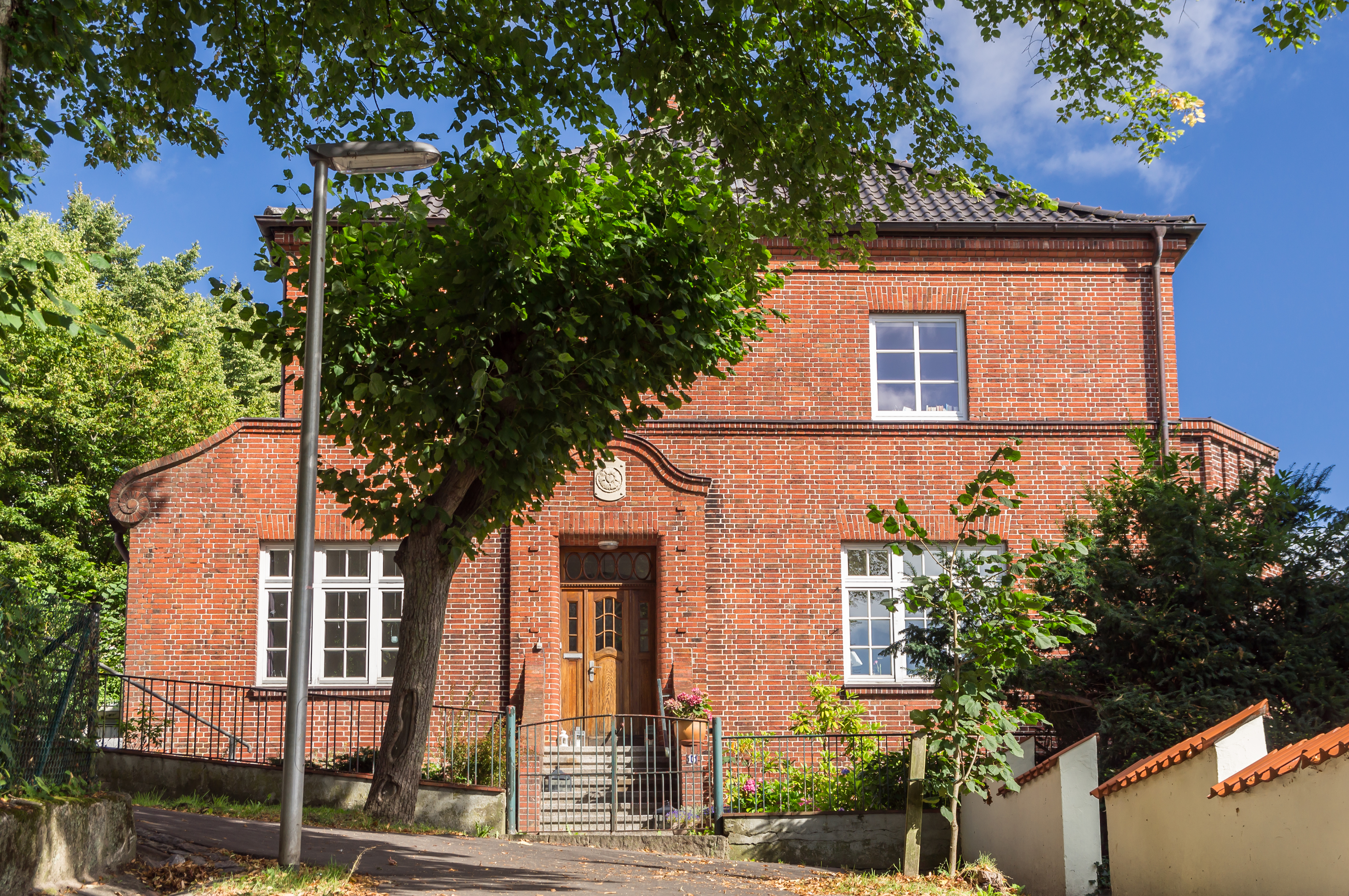
Das Pastorat der St.-Petri-Gemeinde Flensburg im Jahr 2012

Das Pastorat der St.-Petri-Gemeinde Flensburg in Flensburg-Nordstadt ist ein Pastorat, das in der Straße Turnerberg 16, unweit der zugehörigen St.-Petri-Kirche steht. Es gehört zu den Kulturdenkmalen der Stadt.

## Hintergrund
Das zweigeschossige Backsteingebäude mit Walmdach wurde in den Jahren 1912/13 nach Plänen von K. Timmermann in barockisierenden Formen des Heimatschutzstils errichtet.  Kurz zuvor, in den Jahren 1908/09, war am unteren Teil des Turnerberges schon die St.-Petri-Kirche und in den Jahren 1910/1911 am ansteigenden Turnerberg das Wohnstift der Firma C. C. Christiansen errichtet worden. Das am oberen Ende des Turnerberges errichtete Pastorat bildet den optischen Abschluss in der Straßenachse des Turnerberges. Die westliche Langseite des rechteckigen Gebäudes ist zur Bau’er Landstraße ausgerichtet. Dort befindet sich ein kleiner backsteinerner Vorbau mit Pultdach, welcher Teil des im Erdgeschoss befindlichen Amtszimmers des Pastors ist. Auf der östlichen Seite zum Pastoratsgarten am Fördehang befindet sich eine Terrasse. Auf der Südseite befindet sich das Eingangsportal mit zugehöriger Freitreppe über dem ein Standsteinrelief einer Lutherrose angebracht ist.